# Новости дня (киножурнал)
«Но́вости дня́» — советский периодический чёрно-белый киножурнал Центральной студии документальных фильмов, выходивший на экраны с 1944 по 1983 год. Демонстрировался в кинотеатрах страны перед началом сеанса.

### История
Старейший киножурнал, выросший из «Совкиножурнала» (1925—1931) и последовавшего за ним «Союзкиножурнала» (1931—1944), — первый номер «Новостей дня» вышел в июле 1944 года. Киножурнал выходил пять раз в месяц и демонстрировался в кинотеатрах перед сеансами кино. Как правило, длительность составляла не более 10 минут (1 часть). Каждый номер состоял из отдельных сюжетов, для работы над которыми создавались небольшие съёмочные группы (режиссёр, оператор, звукооператор, редактор).
В журнале освещались в основном успехи и достижения в международных отношениях, советской промышленности и сельском хозяйстве, науке, культуре, спорте. Иногда события и новости из-за рубежа. В частности, в положительном ключе из стран соцлагеря и в основном в негативном из капиталистических: забастовки и протесты рабочих и студентов, расовую дискриминацию, социально-экономические кризисы, безработицу и нищету. Выходили и специальные выпуски, посвященные очередному съезду КПСС, выборам в советы депутатов, круглым праздничным датам (7 ноября или день образования СССР), торжественным похоронам видных государственных и политических деятелей.
 В некоторых городах СССР имелись кинотеатры с тем же названием — «Новости дня» (например, в Минске).
С 1984 года журнал поменял название на «Хроника наших дней», сменились и заставка с музыкальной темой, начиная с 1987 года часть выпусков снималась на цветной киноплёнке.
Во второй половине 90-х годов выпуски киножурнала выходили на телеканале НТВ.
Выпуски киножурнала ныне хранятся в Российском государственном архиве кинофотодокументов.